# What's the Difference?
"What's the Difference?" é uma canção do rapper e produtor musical estadunidense Dr. Dre, lançada em 1999 para o álbum 2001. A canção conta com a participação de Eminem e Xzibit.

## Faixas
Formatos
- A1: Forgot About Dre (Bootleg Version) - 3:57
- A2: What's The Difference (Remix) - 4:15
- B1: Make Money - 4:01
- B2: Bitch So Wrong - 3:41

## Desempenho nas paradas
| Paradas (1999)                                 | Melhor posição |
| ---------------------------------------------- | -------------- |
| Estados Unidos (Billboard R&B/Hip-Hop Songs)   | 76             |
| Estados Unidos (Billboard R&B/Hip-Hop Airplay) | 68             |